# ウキキの教えて先生!
『ウキキの教えて先生!』（ウキキのおしえてせんせい!）は、読売テレビ（ytv）で2007年10月から2010年3月まで放送されていた番宣ミニ番組。

## 番組スタイル
読売テレビのキャラクター・ウキキが教師役の同局アナウンサーと一緒に、当日ならびに近日放送予定の同局や日本テレビ系列のテレビ番組の勉強をするというもの。番組初期は教室で授業を行い、一時期、芸人たちが生徒役で出演していたこともあった。その後は各先生の部屋で勉強をする形になっている。また紹介する番組の内容によっては、診察室など別のシチュエーションで授業を行うこともある。
2010年4月以降は同時間帯で「ウキキちゃんねる」が放送されている。

## 出演者
- ウキキ（読売テレビキャラクター）
- 川田裕美（同局アナウンサー）
- 山本隆弥（同上、2008年10月 - ）
- 立田恭三（同上、2009年8月 - ）

過去の出演者
- 林マオ（読売テレビアナウンサー、2008年10月 - 2009年8月頃、不定期に出演）
- 大脇里村ゼミナール（2008年4月 - 2008年9月）
- span!（2008年4月 - 2008年9月）
- 八木優子（丼）（2008年4月 - 2008年9月）
- ツジカオルコ（2008年4月 - 2008年9月）

## 放送時間
- スッキリ!! CM枠（月 - 木）
- おもいッきりDON! CM枠（月 - 金）
- 深夜番組終了後
  - 億万笑者!（月）
  - Music&Entertainment ガチカメ7（火）
  - レコ☆Hits!（水）
  - EXILE GENERATION（水）
  - 歌スタ!!（木）